# Heathridge
Heathridge är ett samhälle i Australien. Det ligger i regionen Joondalup och delstaten Western Australia, omkring 23 kilometer nordväst om delstatshuvudstaden Perth. Antalet invånare är 6 882.
Runt Heathridge är det mycket tätbefolkat, med 1 463 invånare per kvadratkilometer.. Närmaste större samhälle är Scarborough, omkring 15 kilometer söder om Heathridge. 
Runt Heathridge är det i huvudsak tätbebyggt. Genomsnittlig årsnederbörd är 820 millimeter. Den regnigaste månaden är juli, med i genomsnitt 142 mm nederbörd, och den torraste är januari, med 11 mm nederbörd.